# Suovetaurilia

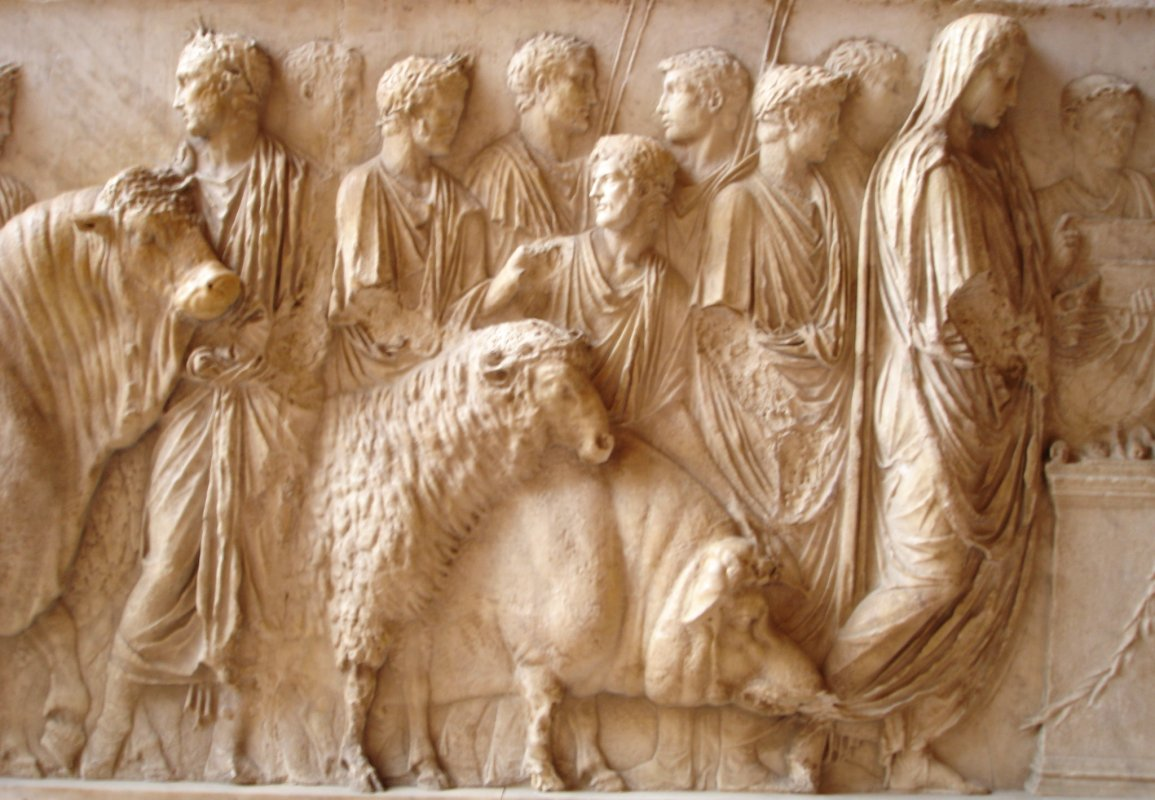
Suovetaurilia für Mars (römischer Sarkophag, Louvre)

Die Suovetaurilia (lateinisch, Plural, auch Solitaurilia) waren eine bestimmte Form des Tieropfers in der römischen Religion.
Dabei wurden drei Opfertiere, ein Eber (sus, „Schwein“), ein Widder (ovis, „Schaf“) und ein Stier (taurus) um Personen oder einen Ort herumgeführt, der oder die entsühnt oder vor Schaden bewahrt werden sollten. Es handelte sich also um eine apotropäische Handlung. Die Tiere wurden anschließend getötet und, wie beim antiken Tieropfer generell üblich, verspeist. Man unterschied dabei die suovetaurilia lactentia bzw. suovetaurilia minora, bei denen die Jungtiere geopfert wurden (Ferkel, Lamm und Kalb) und die suovetaurilia maiora, bei denen die erwachsenen Tiere geopfert wurden.
Bei Cato dem Älteren findet sich eine Beschreibung des Ablaufs der Zeremonie.
Die Suovetaurilia fanden statt beim Lustrum, bei der Reinigung (lustratio) eines Heeres, des Hains der Arvalbrüder oder eines Feldes sowie bei der Spolia opima und beim Triumphzug.